# Hanna Czaki
Hanna Czaki, ps. Helena (ur. 11 stycznia 1922, zm. 11 lutego 1944 w Warszawie) – polska harcerka, działaczka młodzieżowa, łączniczka i sekretarka kierownika Wydziału Informacji w Biurze Informacji i Propagandy Komendy Głównej Armii Krajowej. 

## Życie i działalność
Urodziła się 11 stycznia 1922 w rodzinie Tytusa i Jadwigi z Dobrowolskich. Podczas nauki w Gimnazjum i Liceum im. Aleksandry Piłsudskiej (1935–1940) pełniła funkcję przybocznej w 8. Warszawskiej Żeńskiej Drużynie Harcerek. Była związana ze Stronnictwem Demokratycznym. Studiowała na Wydziale Socjologii Tajnego Uniwersytetu Ziem Zachodnich, którego zajęcia odbywały się m.in. w mieszkaniu jej rodziców. W strukturach Polskiego Państwa Podziemnego działała jako łączniczka i sekretarka kierownika Wydziału Informacji w Biurze Informacji i Propagandy Komendy Głównej Armii Krajowej inż. Jerzego Makowieckiego.
Mieszkała w Warszawie przy ul. Słowackiego 35/43. Była sąsiadką Władysława Bartoszewskiego. Z powodu jego poważnej choroby po powrocie z KL Auschwitz podjęła się ochotniczo jego opieki. Nakłoniła Bartoszewskiego do zrelacjonowania jego obozowych wspomnień, które pod dyktando chorego spisała na maszynie. Stały się one podstawą do sporządzenia przez Halinę Krahelską konspiracyjnej broszury pt. Oświęcim. Pamiętnik więźnia.
5 stycznia 1944 podczas przenoszenia poczty konspiracyjnej wraz z szyfrowanymi dokumentami i błonami mikrofilmowymi została wraz z inną łączniczką Zofią Ważyńską (ps. Krystyna) zatrzymana przez patrol policji niemieckiej. Po południu trzech gestapowców wkroczyło do mieszkania Czakich, kiedy na wykład zebrali się studenci podziemnego Uniwersytetu Ziem Zachodnich. Niemcy aresztowali rodziców Hanki, ciotkę, adiunkta Władysława Okińskiego, dziesięcioro studentów i łączniczkę Ewę Pohoską, która usiłowała ostrzec Czakich. Po aresztowaniu Hanna została przewieziona do siedziby gestapo w Al. Szucha, gdzie poddano ją torturom (przez kilkanaście godzin biło ją czterech mężczyzn). Następnie w stanie krytycznym przewieziono ją na tzw. Serbię – do kobiecego oddziału więzienia na Pawiaku. W pierwszym grypsie wyniesionym z więzienia pisała: O mnie się nie martwcie. Ich ratujcie… W grypsie wysłanym do W. Bartoszewskiego informowała, iż nie zdradziła nikogo, prosiła również o opróżnienie znajdującej się w jej mieszkaniu skrytki podłogowej (zawierała ona klucze szyfrowe, listy konspiracyjnych adresów i notatki), której oczyszczenia podjęli się m.in. Władysław Bartoszewski, Stefan Rodkiewicz (ps. Lech), Kozielewski ps. Robak, Zbigniew Gajowniczek. W wysłanym W. Bartoszewskiemu pod koniec stycznia 1944 r. grypsie napisała: Władeczku. Jutro znów przesłuchanie – zdaje się, że Mama i ciotka także. Ciekawam, czy to się już rozstrzygnie, czy jeszcze nie. Mam trochę tremy. Może jutro napiszę coś nowego, może nie będę z jakiegoś powodu mogła. Pamiętaj o rodzicach – oboje chorzy, długo więzienia czy jakiegoś Oświęcimia nie wytrzymają. W grypsie tym napisała również, jaki kształt powinna przybrać przyszła Polska: Trzeba pamiętać, że fundamentem nowego ustroju będzie wychowanie nowego człowieka. Na nic najlepsze plany, bezcelowe wszelkie spory o rysunek ustroju, jeśli nie zdołamy stworzyć ludzi, którzy to podejmą. I nie jednostki to być mają a społeczność. A wychowanie ma wytworzyć w człowieku umiłowanie Prawdy, Pracy i Piękna. 
Została stracona o świcie 11 lutego 1944 w ruinach getta warszawskiego w grupie 36 kobiet wybranych na śmierć 10 lutego 1944.

## Upamiętnienie
- 16 stycznia 1958 władze Stronnictwa Demokratycznego odsłoniły na budynku przy ul. Chmielnej 9 w Warszawie tablicę pamiątkową ku czci poległych podczas okupacji działaczy stronnictwa m.in. Hanny Czaki[potrzebny przypis].
- W październiku 2005 imię Hanny Czaki nadano ulicy na warszawskim Żoliborzu[5].